# El Universal (1820-1823)
El Universal fue un periódico publicado en Madrid entre 1820 y 1823, durante el Trienio Liberal.

## Descripción
Editado en Madrid, era impreso en una imprenta propia y tenía periodicidad diaria. Su primer número con el título El Universal apareció el 13 de julio de 1820, pues existió una publicación previa titulada El Universal observador español que había comenzado el 12 de mayo de 1820 con cuatro páginas de 0,332 x 0,21 m, a la que continuó. Fue creciendo de tamaño hasta el 23 de abril de 1823 en que cesó, con unas dimensiones de 0,402 x 0,21 m. En el número correspondiente a esta fecha anunció que continuaría en Sevilla. El periódico, que defendía ideas liberales, contó entre sus redactores con nombres como los de José María de Galdeano, Juan González Caborreluz, Manuel Narganes, J. Rodríguez y José San Millán.